# Dendrochilum hastatum
Dendrochilum hastatum är en orkidéart som beskrevs av Oakes Ames. Dendrochilum hastatum ingår i släktet Dendrochilum och familjen orkidéer. Inga underarter finns listade i Catalogue of Life.